# アメル・ブレコヴィチ
アメル・ブレコヴィチ（ボスニア語: Amel Bureković, 1991年12月9日 - ）は、ボスニア・ヘルツェゴビナ出身のフィギュアスケート選手(男子シングル)。
2008年、2009年、2010年ボスニア・ヘルツェゴビナ選手権におけるボスニア･ヘルツェゴビナ所属選手の最高成績者。

## 主な戦績
| 大会/年                         | 2007-08 | 2008-09 | 2009-10 |
| ------------------------------- | ------- | ------- | ------- |
| 世界Jr.選手権                   |         |         | 46 J    |
| ボスニア・ ヘルツェゴビナ選手権 | 1 J     | 1 J     | 1 J     |
| ドラゴントロフィー              |         |         | 2 J     |

### 詳細
| 2009-2010 シーズン   |                                                            |          |         |         |
| 開催日               | 大会名                                                     | SP       | FS      | 結果    |
| 2010年4月2日 - 3日   | 2010年トリグラフトロフィー ジュニアクラス（イェセニツェ）  | 5 14.30  | 5 28.40 | 5 42.70 |
| 2010年3月10日 - 11日 | 2010年世界ジュニアフィギュアスケート選手権（デン・ハーグ） | 46 14.36 | -       | 46      |
| 2010年2月6日 - 7日   | ドラゴントロフィー ジュニアクラス（リュブリャナ）          | 2 12.51  | 2 22.83 | 2 35.34 |